# Hormoonfysiologie
De hormoonfysiologie omvat de chemische regeling en de samenwerking van door het organisme zelf geproduceerde hormonen (stoffen geproduceerd door klieren met inwendige afscheiding die een regulerende functie hebben in het organisme). {zie ook hormonen). Voor nagenoeg alle hormonen geldt dat ze deel uitmaken van regelkringen: het hormoon wordt geproduceerd naar aanleiding van een ander hormoon (chemische signaalstof), en de concentratie van het hormoon remt het vrijkomen van de signaalstof weer (negatieve terugkoppeling). Niet zelden zijn er zelfs drie, vier of meer hormonen die elkaar wederzijds beïnvloeden.
Een voorbeeld: TRH wordt door de hypothalamus geproduceerd en naar de hypofyse gevoerd, die als reactie hierop TSH afgeeft, dat in de schildklier zorgt voor de productie en afgifte van de schildklierhormonen T3 en T4. Deze remmen op hun beurt weer de afgifte van TRH.